# BRAVIA
Sony BRAVIA er titlen på en fjernsynsserie, Sony har fremstillet.
Bravia er et akronym for det engelske "Best Resolution Audio Visual Integrated Architecture".
Navnet BRAVIA erstatter "LCD WEGA", som Sony LCD-fjernsyn brugte frem til sommeren 2005.